# Plaza Girardot
La plaza Girardot es el nombre que recibe una plaza y un monumento localizado en el Municipio Girardot de la ciudad de Maracay la capital del estado Aragua al centro norte del país sudamericano de Venezuela. Fue llamada así en honor al neogranadino Atanasio Girardot, un prócer de la época de la independencia que colaboró con Simón Bolívar en campañas tanto en Venezuela como en Colombia, y quien muriese en la Batalla de Bárbula en lo que es actualmente el vecino estado Carabobo.
Se sitúa en la parte central de la ciudad entre las calles Mariño y Carlos Soublette frente a la Catedral de Maracay. Ha sufrido varias remodelaciones y posee diversos monumentos y un espacio para las banderas de Venezuela, el estado Aragua y el Municipio Girardot.
Al centro de la plaza descansa un pedestal con un águila de bronce, honrando a los estadounidenses que fueron ejecutados en la ciudad de Puerto Cabello por colaborar con el Generalísimo Francisco de Miranda, en 1806. El monumento fue inaugurado el 5 de julio de 1897.